# Watse Cuperus
Œuvres principales
De gouden tried - (Le Fil d'or - trilogie), 1941-1950
Watse (Watze) Cuperus, né le 30 avril 1891 à Blije, un village appartenant à la commune de Ferwerderadiel, dans la province de Frise, aux Pays-Bas, et mort le 25 août 1966 à Leeuwarden, est un écrivain néerlandais. Il écrivait en frison et pensait que c'était une mission de Dieu[réf. souhaitée]. Son œuvre la plus connue est la trilogie Le Fil d'or (De gouden tried, 1941-1950)

## Biographie
Watse Cuperus naît en 1891 dans une famille modeste, d'un père ouvrier agricole. Très jeune, il travaille pour un fermier avant d'être mousse sur des barges. Il se marie en 1914 et est rapidement à la tête d'une famille nombreuse. Au début des années 1920, il vend des tissus et des vêtements dans les villages avoisinants puis ouvre sa propre boutique de tissus. En 1928, il relève les compteurs et récolte l'argent pour le compte d'une compagnie d'électricité à Marrum, emploi qu'il occupe jusqu'à l'âge de soixante ans.
Sous le pseudonyme de Bauke van de Skeanebûrren, Cuperus écrit dès 1931 dans le journal het Friesch Dagblad (nl), dans lequel il tient la rubrique Us Fryske Rebryk pour le compte de l'association des Frisons réformés. À partir de 1934, il écrit sous son propre nom.
En 1933 paraît son premier livre, Skeanebûrster folkslibben, toujours sous son pseudonyme. Deux suites de cet ouvrage paraissent dans het Friesch Dagblad. Dans sa carrière littéraire, Cuperus a écrit quinze romans, deux livres pour enfants, plus de deux cents récits et cinq pièces de théâtre. Il rédige également des textes pour des mariages, des anniversaires et diverses commémorations.
De religion protestante, marqué par un fort engagement social, il a une grande connaissance du peuple et a toujours lutté pour l'égalité des droits pour tous les citoyens, combat qui a trouvé son expression dans sa production littéraire. Cuperus est considéré comme un écrivain d'inspiration populaire et un défenseur du mode de vie des paysans calvinistes frisons.
Cuperus, qui a vécu toute sa vie dans les villages de Blije, Westernijkerk et Marrum, meurt du diabète en 1961 à Leeuwarden.

### Prose
- 1933 : Skeanebûrster folkslibben.
- 1937 : Lânstoarm XI.
- 1941-1950 : De gouden tried (1941, 1942 et 1950).
- 1943 : Oarreheite erfskip.
- 1946 : Sa't lân opjowt.
- 1947 : De pipegael (réimpression 1969).
- 1948 : Doeke Daen.
- 1949 : Swart, mar leaflik (réimpression 1969, deuxième réimpression 1998).
- 1955 : Hoeder en skiep.
- 1958 : Striid en segen (roman autobiographique).
- 1964 : De sierlike kroan.
- 1966 : Jild en eare.

### Livres pour enfants
- 1936 : Oarreheite pet (réimpression 1941 ; deuxième réimpression 1948).

### Théâtre
- 1955 : Do silst net stelle, 4 actes.
- 1956 : Libbensropping, 4 actes.
- 1966 : Le Fil d'or (De gouden tried), 4 actes, d'après son roman.

### Traductions
- 1959: Obscur mais beau (Zwart maar lieflijk, du frison Swart mar leaflik)[réf. souhaitée].